# Времеплов (филм из 2002)
Времеплов (енгл. The Time Machine) је амерички филм из 2002. у режији Сајмона Велса и Гора Вербинског, са Гајем Пирсом, Самантом Мамбом, Марком Едијем, Сијеном Гилори, Филидом Лоу, Орландом Џоунсом и Џеремијем Ајронсом, у главним улогама.
Филм говори о професору и проналазачу Александру Хартдеџену, којег смрт пријатељице Еме, мотивише да измисли времеплов, али при тестирању машине, грешком оде у јако далеку будућност.
Ово није прва екранизација романа; 1960. објављен је истоимени филм, а била је и једна ТВ адаптација 1978. У обе филмске верзије, суморна и безнадежна слика дегенерације и смрти велсовског човечанства, замењена је оптимистичнијим завршецима.

## Радња
1895. године Млади научник Александар Хартдеген живи у Њујорку и предаје примењену механику на Универзитету Колумбија. Александар заказује састанак са својом вољеном Емом, где планира да јој понуди брак. На путу до клизалишта у Централ Парку на састанак са Емом, стаје да купи цвеће, али заборавља на то, заинтересујући се за један од првих аутомобила које сретне на улици.
Док шета парком са Емом, Александар је запроси и даје јој веренички прстен. Али у том тренутку им прилази разбојник са револвером и тражи од Александра рукавице и џепни сат. Видевши и прстен на Емином прсту, покушава да га одузме. Александар, који је у почетку покушао да реши ствар мирним путем, приморан је да се бори, али током борбе разбојник случајно пуца и смртно рани Ему. Умире на Александровим рукама.
Чежња и патња Александар проводи четири године у својој лабораторији и за то време ствара времеплов којим намерава да се врати у прошлост и спасе Ему. А када он, преселивши се у 1895. годину, поново дође до истог датума, избегава напад разбојника у парку и изводи Ему напоље. Али када је накратко остави да купи цвеће, Ема поново умире - овог пута када је удари кочија која се преврнула док је покушавала да избегне судар са истим аутомобилом за који је Александар некада био заинтересован.
После овог покушаја да спасе своју вољену, Александар је уверен да колико год се враћао у прошлост, Ема ће ипак умрети - њена смрт је неизбежна. Од својих савременика покушава да нађе одговор на питање зашто се прошлост не може исправити, али, наравно, не наилази на разумевање. Тада Александар, верујући да је само испред свог времена, користи своју времеплов да пошаље далеко у будућност, надајући се да ће тамо сазнати одговор.
Александар се први пут зауставља 24. маја 2030. године. Тамо сазнаје да у прогресивној будућности човечанство планира да изгради своју прву колонију на Месецу изводећи серију термонуклеарних експлозија на његовој површини како би створило подземне тунеле. Да би добио одговор на своје питање, Александар посећује музеј и разговара са рачунаром Вок, који је водич кроз базу знања човечанства, и на крају сазнаје да идеја о кретању у времену није добила никакав развој и сада није ништа више од фантастичног мита.
Александар одлучује да настави пут у будућност, али након неколико секунди осети дрхтавицу, што значи неку врсту катастрофе. Одлучује да престане већ 26. августа 2037. године. Види уништену њујоршку улицу и са ужасом сазнаје да је Месец због термонуклеарних експлозија коришћених у изградњи лунарне колоније деорбитирао, распада се и приближава Земљи. Почиње земљотрес, Александар успева да уђе у времеплов и покрене га. Али због дрхтања, он удари главом о структурни елемент машине, изгуби свест и случајно помери контролну ручицу у максималну позицију. Ауто у пуној брзини води Александра у будућност.
Александар долази себи само на секунд да заустави времеплов, када њен бројчаник већ показује 16. јул 802.701, а затим поново губи свест. Откривају га и негују локални становници који себе називају Елои, далеки потомци човечанства (црнци или Индијанци, а не белци). Локална девојка Мара упознаје Александра: људи живе у колибама, држећи се, као ластавичја гнезда, уз литице клисуре, баве се ловом и риболовом.
Одједном, људе нападају Морлоци - монструозна, бледа створења налик мајмунима која вребају људе. Људи више воле да уопште не примећују њихово постојање све док Морлоци не почну да их кољу као стоку. Они који су овога пута имали среће настављају да се претварају да се ништа посебно није догодило. Морлоци киднапују Мару. Покушавајући да открије њено могуће где се налази, Александар одлази у подземље и завршава са Воксом, компјутером помало лудим од усамљености, који, видевши Александра, схвата да је све што је својевремено рекао о времеплову истина. Рачунар ништа не заборавља и похрањује у меморију догађаје свих прошлих миленијума:
```
   Сећам се девојке која ме је питала о изумрлим диносаурусима. Ја... Сећам се последње књиге коју сам препоручио. Кућа анђела Томаса Вулфа. Сећам се... чак се сећам и тебе... „Путовање кроз време... Практична област“.
```

Уз помоћ Вокса, Александар улази у подземни свет Морлока, пошто је један од Елоија побегао од њих и испричао компјутеру о свету око себе. На крају бива ухваћен и одведен у салу, где Мара седи у кавезу. Тамо се састаје са вођом Морлока, који каже Александру да су Морлоци потомци људи који су се преселили у подземље после катастрофе са Месецом (односно, Елои су потомци људи који су остали да живе на површини). Морлоци су кастинско друштво, где је свака каста засебна (посебно узгајана) биолошка врста. Владајућа каста су „суперинтелигентне“ телепате. Они краду Елоје као храну.
Користећи своје телепатске способности, поглавица Морлок показује своје знање о пословима из прошлих дана - како о Емми, тако и о стварању времеплове. Он објашњава Александру зашто на било који начин није могао да спасе Ему - само је захваљујући њеној смрти створио времеплов, а да ју је спасао, не би имао разлога да прави уређај, стварајући тиме временски парадокс.
Морлоци су узели Александрову времеплов и донели је у своју тамницу (ради експеримената). Поглавица Морлок позива Александра да оде кући (то јест, назад у 1899. годину), остављајући будућност каква јесте. Али Александар, у тренутку покретања аутомобила, хвата поглавицу Морлока за руку. Следи борба између њих, услед чега поглавица Морлок испада ван домета времеплове и за неколико секунди стари, трули и распада се у прах, остављајући руке на Александровом врату које су остале унутар сфере.
Александар зауставља ауто у 635427810 и види око себе суморно и пусто подручје, оивичено само кулама Морлока, и групе окованих људи које Морлоци предводе на клање. Еволуција и историја човечанства су одавно завршени, и све је зашло у ћорсокак без наде у препород. Земља се коначно претворила у пакао. Александар по сваку цену настоји да се врати у време у коме је Мара остала, али му је синула мисао: прошлост је немогуће променити, али можеш променити будућност. И он је одлучан да уради управо то. Мора уништити све Морлоке како не би убијали или јели људе.
Александар се враћа Мари и, ослободивши је, диже времеплов у ваздух закључавајући механизам својим џепним сатом. Као резултат тога, долази до експлозије која ствара ланчану реакцију која уништава све тамнице Морлока и њих самих, а Александар и Мара успевају да искоче из тамнице и побегну.
Пошто времеплова више нема, Александар почиње да живи са Маром и, користећи знање компјутера Вок, почиње полако да обнавља цивилизацију, а сам Вокс чита књижевна дела староседеоцима из сећања, ови гледаоци су натерани да схвате да није све изгубљено за технички напредак човечанства. У међувремену, Александар води Мару на чистину где је стајао времеплов и где је била његова лабораторија 1895. године. Гледалац види глатку трансформацију чистине у лабораторију, где Александров пријатељ Дејвид Филби разговара са Александровом остарелом домаћицом госпођом Вачет – обоје су забринути због Александровог изненадног нестанка, али изражавају наду да је тамо где год да је он срећан. Тако се гледалац враћа у стварност, показујући да је читава приказана будућност само једна од опција, а да још постоји могућност да се све промени.